# Noise Trading
Noise Trading (deutsch „Handel auf Grundlage des Marktrauschens“) steht als Anglizismus im Börsenhandel für eine Handelsstrategie, bei der Kauf-, Halte- oder Verkaufsentscheidungen der Trader auf dem Noise (den angenommenen Stimmungen) beruhen, die aus der Chartanalyse abgeleitet werden und nicht auf der Analyse der kursrelevanten Fundamentaldaten.

## Allgemeines
„Noise“ ist im Börsenwesen mit „Rauschen“ zu übersetzen. Dies geht auf eine 1986 in der US-amerikanischen Fachliteratur verwendete Analogie zurück, die aus der Nachrichtentechnik das „weiße Rauschen“ (englisch white noise) einer zufälligen Störgröße entlehnte. Nach diesem Verständnis ist „Noise“ das Grundrauschen des Kapitalmarktes, das unsystematisch auftretende Handeln von Marktteilnehmern ohne fundamentale Auslöser.
Es gibt mithin zwei Arten von Marktteilnehmern, nämlich die vor allem auf dem Aktienmarkt aufgrund fundamentaler Unternehmensdaten handelnden und solche, die auf das „Geräusch des Marktes“ achten. Letztere sind die „Noise Trader“, sie handeln nicht aufgrund des Rationalprinzips, sondern aufgrund nicht-fundamentaler Gerüchte.

## Marktteilnehmer
„Noise Trader“ betätigen sich im Noise Trading, das zufällige Schwankungen der Börsenkurse hervorruft. Diese „Noise Trader“ sind meist vom Herdenverhalten geleitete Marktteilnehmer, die durch Stimmungen oder Gruppen dazu motiviert werden, in steigende Kurse hinein zu kaufen (Hausse) oder in fallende hinein zu verkaufen (Baisse). Dies ist der so genannte „Stimmungs-Noise“. Auch überreagieren sie auf neue Informationen oder extrapolieren Marktentwicklungen der Vergangenheit unkritisch in die Zukunft.  

## Arten
Wie Noise Trader auf Pseudoinformationen reagieren, hängt davon ab, ob sie einer positiven oder negativen Feedback-Strategie folgen. Zu unterscheiden ist daher zwischen dem positiven (Noise-)Feedback-Trader und dem negativen (Noise-)Feedback-Trader mit jeweils unterschiedlichen Handelsstrategien.
- Der positive (Noise-)Feedback-Trader hat einen Anstieg der Aktienkurse in der Vergangenheit beobachtet und reagiert hierauf mit einer Kaufentscheidung. Dementsprechend reagiert er mit einer Verkaufsentscheidung bei einer Beobachtung von vergangenen Kurssenkungen. Diese Entscheidungen verletzen die schwächste Form der Markteffizienzhypothese, die besagt, dass vergangene Daten im Börsenkurs bereits enthalten sind.
- Der negative (Noise-)Feedback-Trader verkauft bei vergangenem Kursanstieg und kauft bei vergangener Preissenkung. Je nach dem genauen Zeitpunkt des Kaufs oder Verkaufs kann dies als antizyklisches Investment gesehen werden.

Beide Arten ignorieren die kursrelevanten Unternehmensdaten völlig und achten im Rahmen der selektiven Wahrnehmung lediglich auf das „Marktrauschen“, das andere Trader verursachen. Handeln Trader aufgrund benötigter Liquidität (Geldmangel), so heißen sie Liquidity Trader.

## Wirtschaftliche Aspekte
Der „Noise“ macht Finanzmärkte zwar erst möglich, macht sie aber auch unvollkommen. Noise Trading sind Anlageentscheidungen, die darauf beruhen, dass der Entscheidungsträger nicht aufgrund des Rationalprinzips agiert, sein Handeln entspricht nicht dem des Homo oeconomicus. Dadurch beruhen Börsenkurse nicht stets auf dem inneren Wert, sondern können mehr oder weniger stark durch Noise trading hiervon abweichen. Durch die Aktionen der Noise Trader und ihrer Imitatoren werden die Kurse positiv beeinflusst und entsprechen nicht mehr dem Fundamentalwert. Diese Fehlbewertung kann zu unerwarteten Kurseinbrüchen führen, wenn bestimmte Anleger zwecks Gewinnmitnahme verkaufen und andere diesem Herdenverhalten folgen. Treiben umgekehrt die Noise Trader die Aktienkurse in die Höhe und Anleger folgen dem Börsentrend, kann eine Spekulationsblase entstehen, die ebenfalls nicht mehr dem Fundamentalwert entspricht. Durch positives Feedback-Trading kann es zum Überschießen der Kurse kommen; es erhöht die Volatilität (Schwankungen) der Aktienkurse. Der Mean-Reversion-Effekt tritt ein, wenn sich die Kurse wieder auf den „rationalen“ Wert angleichen.
Noise trading und Noise trader sind Erkenntnisobjekte der Verhaltensökonomik (englisch Behavioral Finance).